# Euceros enargiae
Euceros enargiae là một loài tò vò trong họ Ichneumonidae.